# Empis kosametensis
Empis kosametensis är en tvåvingeart som beskrevs av Christophe Daugeron och Patrick Grootaert 2003. Empis kosametensis ingår i släktet Empis och familjen dansflugor.
Artens utbredningsområde är Thailand. Inga underarter finns listade i Catalogue of Life.